# 長崎隧道 (長崎自動車道)
長崎隧道（日语：／）是日本長崎縣长崎市的一座高速公路隧道，位于長崎自動車道（E34）的長崎芒塚交流道至長崎交流道区间，双洞四车道，上行线长2,566（1.59英里），2004年3月27日通车，下行线长2,641（1.64英里），2022年3月17日通车。長崎隧道是長崎自動車道全部位于长崎县境内的最长隧道，若考虑跨县境的隧道，则为与佐賀縣交界的俵坂隧道，长2,656（1.65英里）。